# Charley Jones
Charles Wesley Jones (nascido Benjamin Wesley Rippay) (30 de abril de 1852 – 6 de junho de 1911) foi um jogador profissional de beisebol que atuou como campista esquerdo na National Association e na Major League Baseball e que rebateu 56 home runs e alcançou aproveitamento ao bastão de 29,8% em sua carreira de doze anos. Nascido no Condado de Alamance, Carolina do Norte, Hones jogou por diversas equipes: Keokuk Westerns, Hartford Dark Blues, Cincinnati Reds (NL), Chicago White Stockings, Boston Red Caps, Cincinnati Red Stockings (AA), New York Metropolitans e Kansas City Cowboys. Jogador muito popular mas controverso, e apesar de sua habilidade em rebater, nunca jogou em um time campeão das ligas por onde passou.
Seu melhor período foi entre 1883 e 1885, quando rebateu 22 home runs, teve 186 RBIs e aproveitamento ao bastão de 31%. Durante as primeiras nove temporadas das grandes ligas, Jones deteve o recorde de home runs na carreira, apesar de ter perdido duas destas temporadas (1881–82) como resultado de ser banido do esporte neste período. Em 1887, caiu para quarto lugar. Até 1889, permaneceu entre os 10 maiores rebatedores de home runs e após 1890 não figurava mais entre os dez melhores.

## Fato
- Em 10 de junho de 1880, Jones se tornou o primeiro jogador das grandes ligas a rebater dois home runs na mesma entrada. Ambos home runs foram em cima do arremessador do Buffalo Bisons Tom Poorman na oitava entrada na vitória por 19-3.